# Dropbox
Dropbox is een clouddienst voor het online opslaan van bestanden. De gebruiker kan er bestanden mee synchroniseren met verschillende computers en mobiele apparaten en ze tegelijkertijd delen met derden.
Dropbox synchroniseert bestanden tussen verschillende computers via de Dropbox-client die hiervoor gebruikmaakt van het internet. De Dropboxclient is geschreven in Python en is beschikbaar voor Android, iOS, Linux, macOS en Windows. Voor Linux is het pakket nautilus-dropbox beschikbaar, dat integratie met GNOME Files (het vroegere Nautilus) biedt.

## Opslagcapaciteit
Gratis accounts krijgen standaard 2 GB aan opslagcapaciteit. Dit kan uitgebreid worden door vrienden uit te nodigen of door een abonnement te nemen. Betaalde accounts hebben een opslagcapaciteit van 2 TB. Wanneer andere gebruikers naar Dropbox worden geleid, krijgt men voor elke nieuw geregistreerde gebruiker 500 MB gratis opslagruimte. In het totaal kan men 16 GB extra opslagcapaciteit krijgen.

## Applicatie
Een programma op de computer houdt de Dropboxmap op een computer voortdurend synchroon met het online account. Met de applicatie voor Dropbox kan men documenten ook vanaf een smartphone of tablet benaderen. De applicatie heeft ook de mogelijkheid bestanden fysiek op een toestel te bewaren. De internetverbinding is dan alleen nog nodig om een document te downloaden.
Door bestanden te kopiëren naar de lokale Dropboxmap worden deze direct geüpload naar dropbox.com. Andersom werkt ook: als men vanaf een andere computer inlogt op dropbox.com en daar een bestand uploadt, wordt deze automatisch beschikbaar in de Dropboxmap op de eigen computer.
Dropbox heeft ook applicaties voor iOS (iPhone), Android en BlackBerry OS. Zo kan men ook bestanden, foto's en video's gemaakt met de telefoon synchroniseren met alle persoonlijke computers en mobiele apparaten.
Sinds 16 juni 2014 is de website dropbox.com en de Dropbox-software verkrijgbaar in het Nederlands.
In november 2014 gingen Microsoft en Dropbox een overeenkomst aan. Dit houdt in dat Office-bestanden vanuit Dropbox bewerkt zullen kunnen worden en dat Dropboxmappen vanuit de online Office zullen kunnen worden gebruikt. Bestanden delen vanuit Office-apps zal ook via Dropbox kunnen. Verder komt er nog een app voor mobiele Windows-versies.

## Ordenen
De Dropboxmap is geheel naar eigen inzicht in te richten door mappen en submappen te maken. Deze zelf aangemaakte mappen zijn te delen met anderen, maar daarvoor moeten die anderen wel uitgenodigd worden. Ook is er een publieke map om bestanden met iedereen te delen.
Het versturen van een link naar een specifiek bestand is eenvoudig. In elke applicatie is voor ieder bestand "Copy public link" te selecteren. Als de gebruiker de bestanden niet meer publiekelijk wil delen, dan kan hij deze verplaatsen uit de publieke map naar een eigen map.

## Foto's
Bij het uploaden van foto's naar de Photos-map wordt er automatisch een fotogalerij aangemaakt. Door submappen te maken, worden meerdere galerijen gecreëerd. Door deze submappen te delen, kunnen andere gebruikers foto's naar die galerijen uploaden.

## Bug
Op 20 juni 2011 bevestigde Dropbox dat het door een programmeursfout tijdelijk mogelijk was om eender welk account zonder wachtwoord te gebruiken. Het probleem lag bij een update van de code. Volgens het bedrijf werd er een bug geïntroduceerd die het authenticatiesysteem lam legde. Hierdoor was het mogelijk om gedurende drie uur zonder wachtwoord in te loggen. De toegang was mogelijk tussen 13:54 en 17:46 uur Pacific Standard Time.
Door een zwakke plek in synchronisatiedienst Dropbox was het mogelijk om ongemerkt aan iemands bestanden te geraken. Het gaat om het configuratiebestand dat Dropbox op Windowscomputers installeert. Wanneer dit bestand van iemands pc gekopieerd kan worden, zijn alle gesynchroniseerde bestanden te bekijken vanaf elk systeem. Het lek werd volgens H-Online ontdekt door beveiligingsspecialist Derek Newton. Volgens hem is het een kwestie van één klein bestand stelen, om vervolgens anoniem en ongezien toegang te krijgen tot iemands Dropboxbestanden.